# Dansplaag van 1518
De Dansplaag (of Dansepidemie) van 1518 was een voorval waarbij een groep mensen werd getroffen door choreomanie, dat plaatsvond in Straatsburg, Elzas (in die tijd onderdeel van het Heilige Roomse Rijk) in juli 1518. De groep mensen danste dagenlang, zonder te rusten en na ongeveer een maand overleden sommige mensen aan een hartaanval, beroerte of uitputting.

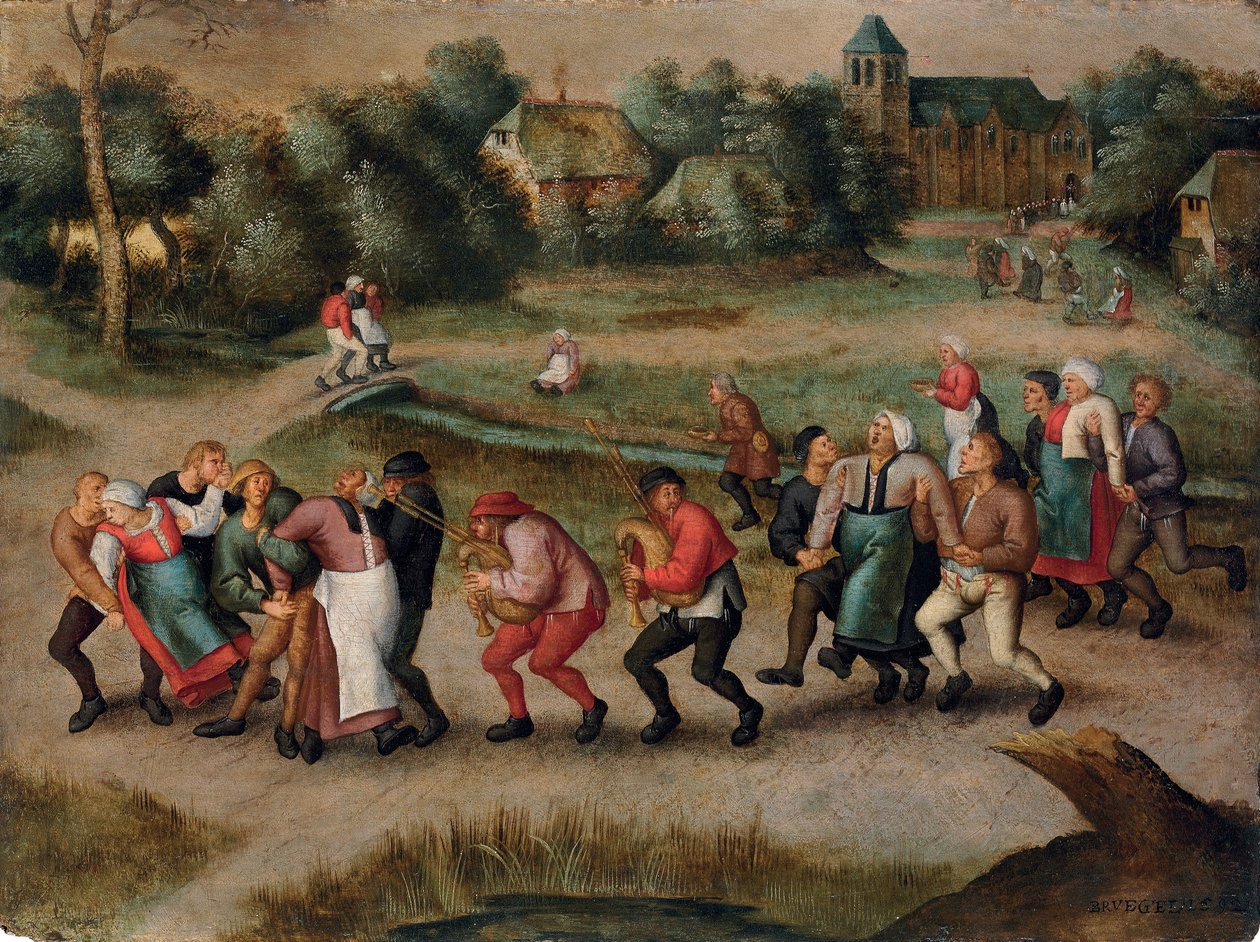
Sint-Jansdansers in Molenbeek (Pieter Brueghel de Jonge, 1592): jaarlijkse dansprocessie met epileptici naar de Sint-Jan-de-Doperkerk (Molenbeek).

## Gebeurtenissen
De epidemie is begonnen in juli 1518, toen een vrouw genaamd Frau Troffea uitbundig begon te dansen in de straten van Straatsburg. Dit duurde tussen de vier en zes dagen. Binnen een week hadden 34 anderen zich bij de vrouw aangesloten en binnen een maand waren er ongeveer 400 dansers. Een aantal van deze mensen overleed uiteindelijk aan verschijnselen van uitputting, hartaanvallen en beroertes.
Historische bronnen, waaronder "doktersaantekeningen, preken, lokale en regionale verhalen, en zelfs berichten die werden uitgegeven door het stadsbestuur van Straatsburg" bevestigen dat de slachtoffers dansten. Het is niet bekend wat hun beweegreden was.
Bezorgde stadsbestuurders vroegen lokale artsen om advies toen de plaag uit de hand liep. De dokters sloten astrologische of bovennatuurlijke oorzaken uit, ze stelden dat de plaag een "natuurlijke ziekte" was, die werd veroorzaakt door "heet bloed". De autoriteiten moedigden de mensen daarop aan om meer te dansen. Er werd zelfs een houten podium voor de dansers gemaakt. De autoriteiten deden dit, omdat ze geloofden dat de dansers zouden genezen door meer te dansen. Er werden zelfs muzikanten ingehuurd om te zorgen dat de dansers zouden blijven dansen. De hoop dat ze van uitputting zouden stoppen, werd bewaarheid. Velen raakten bewusteloos en sommigen overleden. In een kroniek is sprake van vijftien doden per dag.
Vervolgens riep het stadsbestuur een periode van penitentie uit waarin openbare muziek en dans verboden was. Een aantal dansers werd meegenomen naar een schrijn van Sint-Vitus in een grot te Saverne, in de hoop ze van hun aandoening te genezen. Met rode schoenen om hun bloederige voeten werden ze rond het houten heiligenbeeld geleid. In de weken daarna nam de dansepidemie geleidelijk af tot ze volledig ophield.

## Oorzaken
Tijdgenoten zochten de oorzaak eerst in "heet bloed" en vervolgens in goddelijke toorn. Paracelsus noemde de kwaal chorea lasciva en dacht dat dat de dansmanie voortkwam uit een revolte van de vrouwen tegen echtelijke tirannie.
Twintigste-eeuwse medici hebben geopperd dat de compulsieve dansers leden aan ergotisme veroorzaakt door moederkoren. Tot dit ziektebeeld behoren hallucinaties en spastische bewegingen, maar de dagenlange energie van de dansers valt moeilijk te rijmen met deze diagnose. Waller denkt eerder aan een mass psychogenic illness, waarbij mensen die sterk geloven in bovennatuurlijke krachten in een dissociatieve geestestoestand raken die het gewone bewustzijn uitschakelt en hen laat handelen volgens cultureel bepaalde ideeën van hoe een bezetene handelt. In het Rijnland, dat door een stresserende periode ging en waar een geloof in de vloek van Sint-Vitus heerste, zou dit de vorm hebben aangenomen van onophoudelijk dansen in trance.